# الیزابت کاستلو
الیزابت کاستلو (به انگلیسی: Elizabeth Costello) نام رمانی‌ست از جان ماکسول کوتسی نویسندهٔ اهل آفریقای جنوبی و برندهٔ جایزهٔ نوبل ادبیات در سال ۲۰۰۳ میلادی.

## دربارهٔ کتاب
الیزابت کاستلو داستان یک نویسندهٔ زن استرالیایی است که از زندگی اجتماعی گریزان می‌شود. از عجایب روزگار اینکه رمان با اهدای یک جایزهٔ معتبر ادبی به خانم کاستلو آغاز می‌شود؛ و کاستلو هنگام درد دل با پسرش می‌گوید: من دلیلی برای این تشریفات کشنده نمی‌بینم. بهتر بود به آنها می‌گفتم مراسم را فراموش کنند و چک را با پُست برایم بفرستند.